# Acanthoscurria pugnax
Acanthoscurria pugnax är en spindelart som beskrevs av Jehan Vellard 1924. Acanthoscurria pugnax ingår i släktet Acanthoscurria och familjen fågelspindlar. Inga underarter finns listade i Catalogue of Life.